# Sergio Costa
Sergio Costa (ur. 22 kwietnia 1959 w Neapolu) – włoski wojskowy, generał brygady w Korpusie Karabinierów, w latach 2018–2021 minister środowiska, deputowany.

## Życiorys
Absolwent nauk rolniczych na Uniwersytecie Neapolitańskim im. Fryderyka II (1983). Później uzyskał magisterium z zakresu prawa i zarządzania środowiskiem. Służył w policji prowincjonalnej, do 2009 był jej komendantem w prowincji Neapol. Później pracował w Corpo forestale dello Stato, włoskiej policji leśnej, m.in. jako komendant w prowincji Neapol (2011–2014) i regionie Kampania (2014–2016). Po przekształceniach organizacyjnych od 2017 był komendantem regionu CUTFAA (struktury działającej w ramach Korpusu Karabinierów) w stopniu generała brygady. W trakcie pełnienia służby odegrał istotną rolę w ujawnieniu i prowadzeniu postępowania w sprawie nielegalnego składowania odpadów niebezpiecznych między Casertą a Neapolem.
Podjął współpracę z Ruchem Pięciu Gwiazd, w kampanii wyborczej w 2018 przedstawiono go jako kandydata partii na ministra środowiska. 1 czerwca 2018 objął ten urząd w nowo powołanym rządzie Giuseppe Contego. Pozostał na tym stanowisku również w zaprzysiężonym 5 września 2019 drugim gabinecie dotychczasowego premiera. Funkcję ministra pełnił do 13 lutego 2021.
W 2022 jako kandydat Ruchu Pięciu Gwiazd został wybrany w skład Izby Deputowanych XIX kadencji.